# Эддисон, Майкл, 3-й виконт Эддисон
Майкл Эддисон, 3-й виконт Эддисон (англ. Michael Addison, 3rd Viscount Addison; 12 апреля 1914 — 23 марта 1992) — британский государственный служащий и академик.

## Биография
Родился 12 апреля 1914 года. Второй сын Кристофера Эддисона, 1-го виконта Эддисона (1869—1951), и его первой жены Изобель Маккиннон Грей (? — 1934). Его отец, врач и политик, был назначен виконтом в 1945 году. Он получил образование в Hele’s School, Эксетер, и Баллиол-колледже Оксфордского университета, получив степень магистра искусств.
Он был на гражданской службе с 1936 по 1965 год. Он служил офицером разведки во время Второй мировой войны с 1941 по 1945 год в качестве лётного офицера в Добровольческом резерве Королевских ВВС. Он был старшим преподавателем с 1965 по 1976 год в Политехническом институте Центрального Лондона, Школе управленческих исследований, Лондон.
18 ноября 1976 года после смерти своего старшего брата, Кристофера Эддисона, 2-го виконта Эддисона (1904—1976), не оставившего после себя наследником мужского пола, Майкл Эддисон унаследовал титулы 3-го виконта Эддисона из Столлингборо в графств Линкольншир и 3-го барона Эддисона из Столингборо в графстве Линкольншир, став членом Палаты лордов Великобритании.

## Семья
22 августа 1936 года Майкл Эддисон унаследовал на Кэтлин Эми Ванд (? — 8 апреля 2007), дочери достопочтенного Джона Уильяма Чарльза Ванда и Эми Агнес Уиггинс. У супругов было трое детей:
- Достопочтенная Элеонора Бригит Эддисон (род. 11 июня 1938), в 1972 году она вышла замуж за Майкла Гирлинга.
- Достопочтенная Кэролайн Рут Эддисон (род. 30 июля 1942), в 1965 году она вышла замуж за Джона Холлиса Уэринга, от брака с которым у неё было двое детей.
- Уильям Мэтью Уонд Эддисон, 4-й виконт Эддисон (род. 13 июня 1945), преемник отца.

Лорд Эддисон скончался в 1992 году, и ему наследовал его единственный сын Уильям.